# Woensam-Presse
Die Woensam-Presse war ein Zusammenschluss deutscher Grafiker in den 1930er Jahren.
Die Vereinigung wurde im August 1934 in Köln von Wilhelm Geißler und Franz M. Jansen als „Werkgemeinschaft rheinischer Graphiker“ gegründet. „Pate“ und Namensgeber der Gruppe war der Grafiker Anton Woensam. Der hohe und traditionsreiche künstlerische Anspruch, der mit der Namenswahl verbunden war, sollte als eine Art „Gütesiegel“ verstanden werden.
Die ersten Mitglieder der Künstlervereinigung waren Willi Geißler, Franz Maria Jansen, Peter Straußfeld, Anton Wolff, Käthe Schmitz-Imhoff und Irmgart Zumloh. Hinzu kamen später Erich Sperling, Rudolf Riege, Anny Schröder, Walther Klemm, Carl Barth, Rudi Rhein, Richard Schwarzkopf, Hans Page, Heinrich Hußmann und Johannes Wohlfahrt.
Im Zeichen des Nationalen Aufbruchs und als Reaktion auf die so genannte Entartete Kunst sollte den „Deutschen Volksgenossen“ erschwingliche Grafik und künstlerische Originaldrucke angeboten werden. Die Kluft zwischen Künstler und Volk, wie die zwischen Kunst und Handwerk, sollte überwunden werden. Neben dem Künstlerkreis, auch „Woensam-Ring der Schaffenden“ genannt, bestand ein zweiter Kreis aus Kunstfreunden und Sammlern, der „Woensam-Ring der Förderer“. Die Fördermitglieder unterstützten die Künstler und erhielten dafür jährlich Arbeiten von einem Mindestwert von 25,-- RM.
Einem Bericht von März 1941 zufolge wurde die Vereinigung in diesem Jahr Mitglied in der Reichskammer der bildenden Künste.

## Arbeiten von 1934 bis 1944
Die erste Grafikausgabe des Ringes war eine Holzschnittmappe mit dem Titel „Der Schwarze Spiegel“, die Arbeiten der Gründungsmitglieder enthielt. Weihnachten 1934 gab die Gruppe eine Mappe „Weihnacht“ mit Original-Drucken heraus. 1935 veranstaltete die Woensam-Presse mehrere Abende in Kölner Buchhandlungen, bei denen in Anschluss an die Lesungen Mappen mit Kunstblättern und Grafiken angeboten wurden, so z. B. die Mappe „Lob der Arbeit“ zur NS-Arbeiterdichtung, zur NS-Bauerndichtung die Mappe „Rheinische Landschaft“. 1936 kam eine Mappe mit 12 Arbeiten heraus, genannt „Der Jahreskreis“ und Holzschnitte „In Memoriam Anton Woensam“. 1937 waren die Jahresgaben für den Förderkreis „Zwei Knaben“, „Winter“, „Rheinschiffe“ und „Netzflicker“.
Die Woensam-Presse hatte genau den Zeitgeist getroffen und war außerordentlich erfolgreich. Zunächst nur im Rheinland – später im gesamten Reichsgebiet – wurden ihre Arbeiten in Wanderausstellungen in über 30 Städten in Museen und Kunstvereinen gezeigt.
Das „nationale Interesse“, gefördert durch die NS-Kulturgemeinde, spiegelte sich ab 1941 in der Zusammensetzung des Vorstandes der Woensam-Presse wider:
1. Vorsitzender: Wilhelm Geißler (Köln), 2. Vorsitzender: Erich Feyerabend (Stuttgart), Beisitzer : Erich Dombrowski (München) und Rudi Rhein (Köln)
Diese sehr aktive Künstlergruppe, die einen kleinen harten Kern und einen großen Sympathisantenkreis ausmachte, zeigte sich aktiv in der Verbreitung ihrer Produkte bis gegen Ende des Zweiten Weltkrieges.